# ریچارد فیلد (بازیکن فوتبال)
ریچارد فیلد (انگلیسی: Richard Field; ۲ اوت ۱۸۹۱ – ۱۵ ژوئیهٔ ۱۹۶۵) بازیکن فوتبال اهل بریتانیا بود.
از باشگاه‌هایی که در آن بازی کرده‌است می‌توان به باشگاه فوتبال دومبارتون، باشگاه فوتبال نوریچ سیتی، باشگاه فوتبال گریمزبی تاون، و باشگاه فوتبال ساندرلند اشاره کرد.